# Xinhua Xiang (socken i Kina, lat 23,26, long 103,69)
Xinhua Xiang (kinesiska: 新华, 新华乡) är en socken i Kina. Den ligger i provinsen Yunnan, i den sydvästra delen av landet, omkring 230 kilometer sydost om provinshuvudstaden Kunming.
Genomsnittlig årsnederbörd är 1 464 millimeter. Den regnigaste månaden är juli, med i genomsnitt 310 mm nederbörd, och den torraste är februari, med 20 mm nederbörd.